# Sergej Magnitskij
Sergej Leonidovič Magnitskij (rusky Сергей Леонидович Магнитский; 8. dubna 1972 – 16. listopadu 2009) byl ruský auditor a právník, jehož uvěznění a následná smrt ve vazbě vzbudila mezinárodní pozornost a podezření z porušení lidských práv.
Sedmatřicetiletý právník Magnitskij totiž v roce 2009 zemřel po téměř roční vazbě za dosud nevyjasněných okolností. Poté, co obvinil skupinu vysokých hodnostářů z miliardových machinací na úkor fondu Hermitage Capital a ruského rozpočtu, se sám ocitl za mřížemi s obviněním z údajných daňových úniků.
Magnitskij si ve vazbě stěžoval na nesnesitelné podmínky a odpírání lékařské péče, přesto se však doznat odmítal. Oficiálním důvodem jeho smrti je zánět slinivky břišní a zástava srdce. Někteří ochránci lidských práv mají podezření, že jej v cele umlátili vězeňští dozorci.
Obvinění proti jedinému souzenému v případě smrti Magnitského ruská prokuratura v závěru roku 2012 stáhla. Stalo se tak krátce poté, co Spojené státy americké v reakci na postup ruských úřadů zavedly takzvaný zákon Magnitského, který počítá se sankcemi vůči ruským úředníkům porušujícím lidská práva. Moskva označila americký krok za návrat do dob studené války.
V březnu 2013 bylo vyšetřování úmrtí Magnitského zastaveno. Případ byl uzavřen s tím, že nedošlo ke spáchání trestného činu. Smrt Magnitského údajně způsobila srdeční nedostatečnost spolu s otokem mozku a plic, které byly důsledkem jeho dlouhodobého onemocnění cukrovkou a chronickou žloutenkou.

## Proces se zemřelým

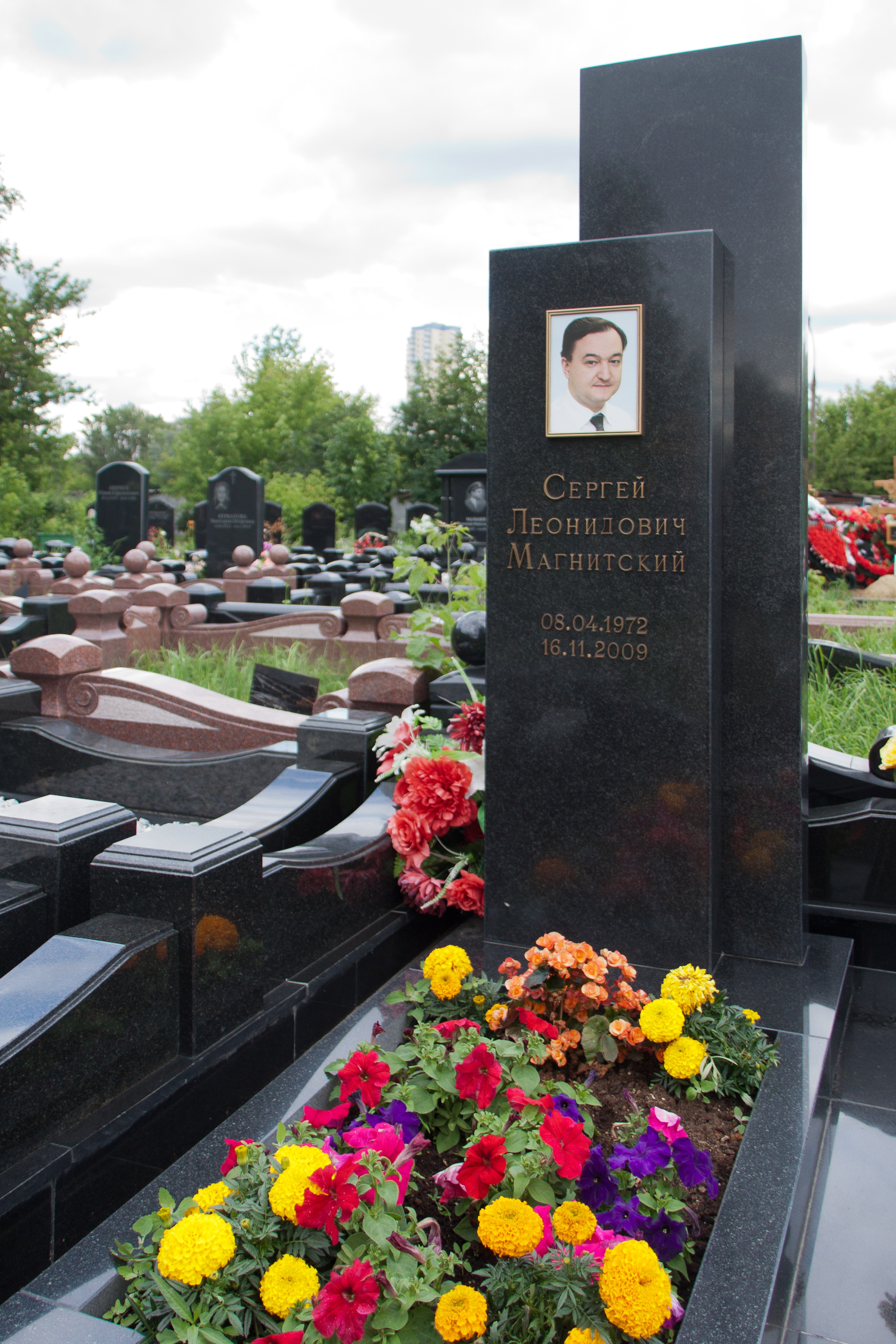
Hrob Sergeje Magnitského v Moskvě

Ruská justice Magnitského ještě posmrtně obvinila z daňového podvodu. Poprvé ve své novodobé historii tak soudila zemřelého člověka. Rozhodnutí moskevského soudu zahájit proces nezvrátila ani kritika Spojených států a Evropského parlamentu. Lidskoprávní organizace proces kritizovaly a upozorňovaly, že otevře úplně novou kapitolu omezování lidských práv v zemi.
Dne 11. července 2013 shledal ruský soud mrtvého Sergeje Magnitského vinným z daňových úniků. Kvůli aktivitám Magnitského a také ředitele britského investičního fondu Hermitage Capital Williama Browdera, kterého poslal soud do vězení na devět let, přišel podle prokurátora místní, státní i federální rozpočet o více než 522 milionů rublů (asi 321 milionů korun). Vzhledem ke smrti Magnitského byl případ zastaven.
Podle Browdera je proces politicky motivovaný a jeho cílem je zdiskreditovat jeho i zesnulého Magnitského.